# Southwick, Massachusetts
Southwick är en kommun (town) i Hampden County i delstaten Massachusetts, USA. Vid folkräkningen år 2000 bodde 8 835 personer på orten. Den har enligt United States Census Bureau en area på totalt 82,1 km² varav 1,9 km² är vatten.